# Cañón de mano

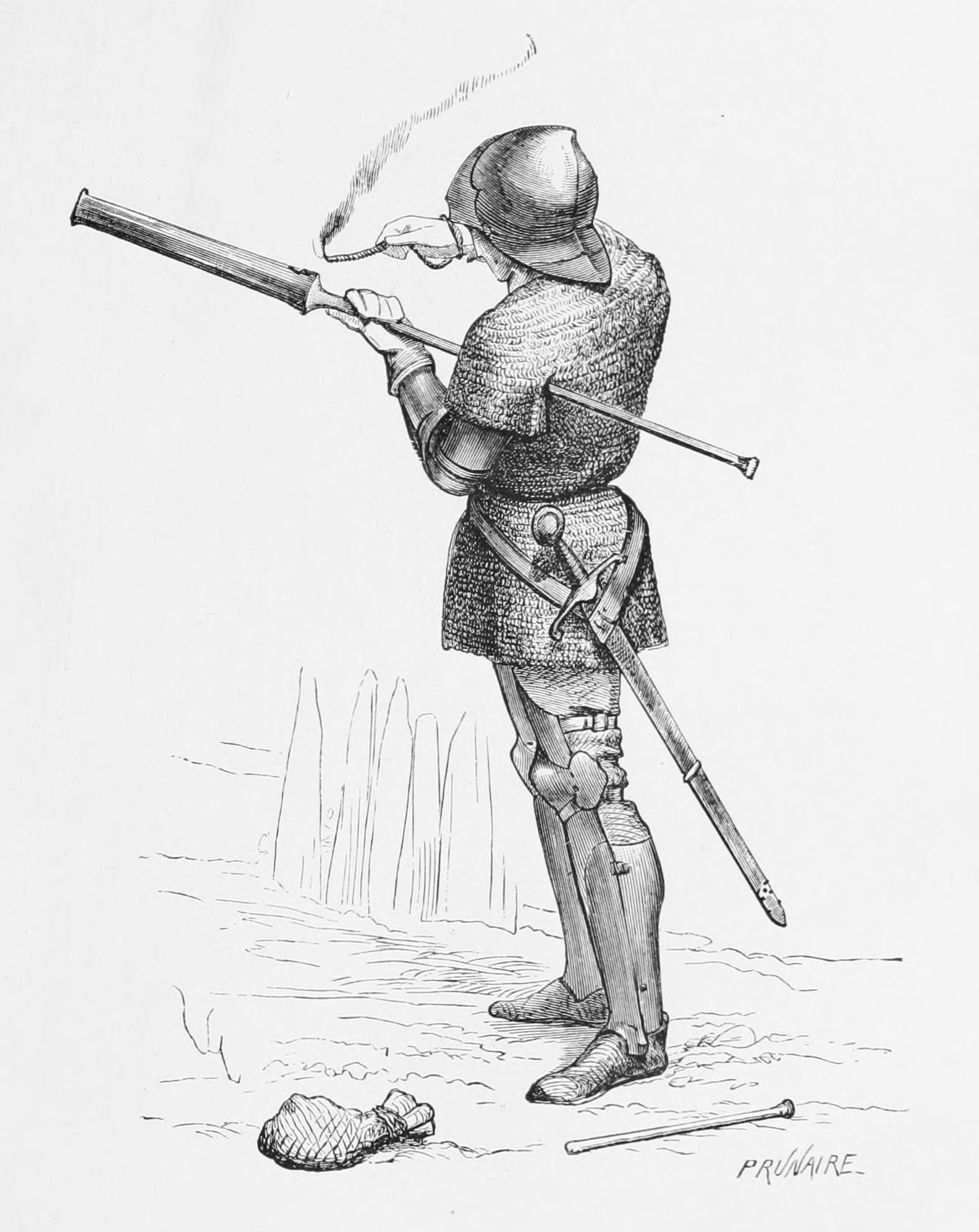
Soldado suizo disparando su cañón de mano, con bolsa de pólvora y baqueta a sus pies, fines del (ilustración de 1874).

El cañón de mano (en árabe: midfa‎, en chino: 手銃 , en ruso: пищаль) fue el primer arma de fuego y el sucesor de la lanza de fuego. Es el tipo más antiguo de arma de fuego, así como el tipo más simple de las primeras armas de fuego. Al contrario de las armas con llave de mecha, para disparar la mayoría de modelos se requería de una ignición externa manual directa a través de un oído sin ningún tipo de mecanismo de disparo. Se puede considerar un precursor del arma de fuego corta. El cañón de mano fue ampliamente utilizado en China y Asia desde el siglo XIII, y después a lo largo de Europa desde el siglo XIV por lo menos hasta la década de 1560, cuando fue sustituido principalmente por el arcabuz con llave de mecha, que fue la primera arma de fuego en tener un gatillo.

## Historia
Los cañones de mano fueron ampliamente utilizados en China durante el siglo XIII, extendiéndose desde allí su uso al resto del mundo. En 1287, las tropas Yurchen Yuan desplegaron cañones de mano para sofocar la rebelión del príncipe mongol Nayan. La primera representación artística de un cañón de mano —una escultura de las esculturas rupestres de Dazu— está fechada en 1128, mucho más temprano que cualquier ejemplar registrado o descubierto en excavaciones arqueológicas, por lo que es posible que el concepto de un arma similar a un cañón haya existido desde el siglo XII. El cañón de mano más antiguo que lleva inscrita su fecha de producción es el cañón de Xanadú, fechado en 1298. El cañón de mano de Heilongjiang fue fechado en 1288, pero este fechado se basó en las evidencias del contexto arqueológico; el cañón no tiene inscripción alguna o fecha de la era. Otros ejemplares también podrían anteceder a los cañones de mano de Xanadú y Heilongjiang, remontándose al Imperio tangut, pero estos también carecen de inscripciones y fechas de era.
La evidencia más temprana de los cañones de mano en Europa apareció en 1326, indicando que su producción puede fecharse en 1327. El primer uso de armas de fuego en Europa que se registró tuvo lugar en 1331, cuando dos caballeros germánicos atacaron Cividale del Friuli con algún tipo de armas de fuego. Hacia 1338, los cañones de mano eran ampliamente utilizados en Francia. Durante el siglo XIV, los árabes parecen haber empleado el cañón de mano en cierta cantidad. Los cañones de mano están atestiguados en la India desde 1366. En Corea, la dinastía Joseon obtuvo de China el conocimiento de la pólvora hacia 1374 y empezó a producir cañones desde 1377. En el Sudeste Asiático, los soldados del Đại Việt empleaban cañones de mano desde 1390 y los emplearon para matar a Che Bong Nga, el rey de Champa. Japón ya estaba al tanto del uso de la pólvora debido a las invasiones mongolas durante el siglo XIII, pero los cañones no son mencionados hasta 1510, cuando un monje compró uno durante un viaje a China, y las armas ligeras no fueron producidas hasta 1543, cuando los portugueses introdujeron los arcabuces, que fueron conocidos como tanegashima por los japoneses.
Las mejoras tecnológicas del cañón de mano y de la pólvora —pólvora de grano regular, proyectiles de plomo y el desarrollo de la cazoleta— condujeron a la invención del arcabuz en Europa a fines del siglo XV.

## Diseño y características

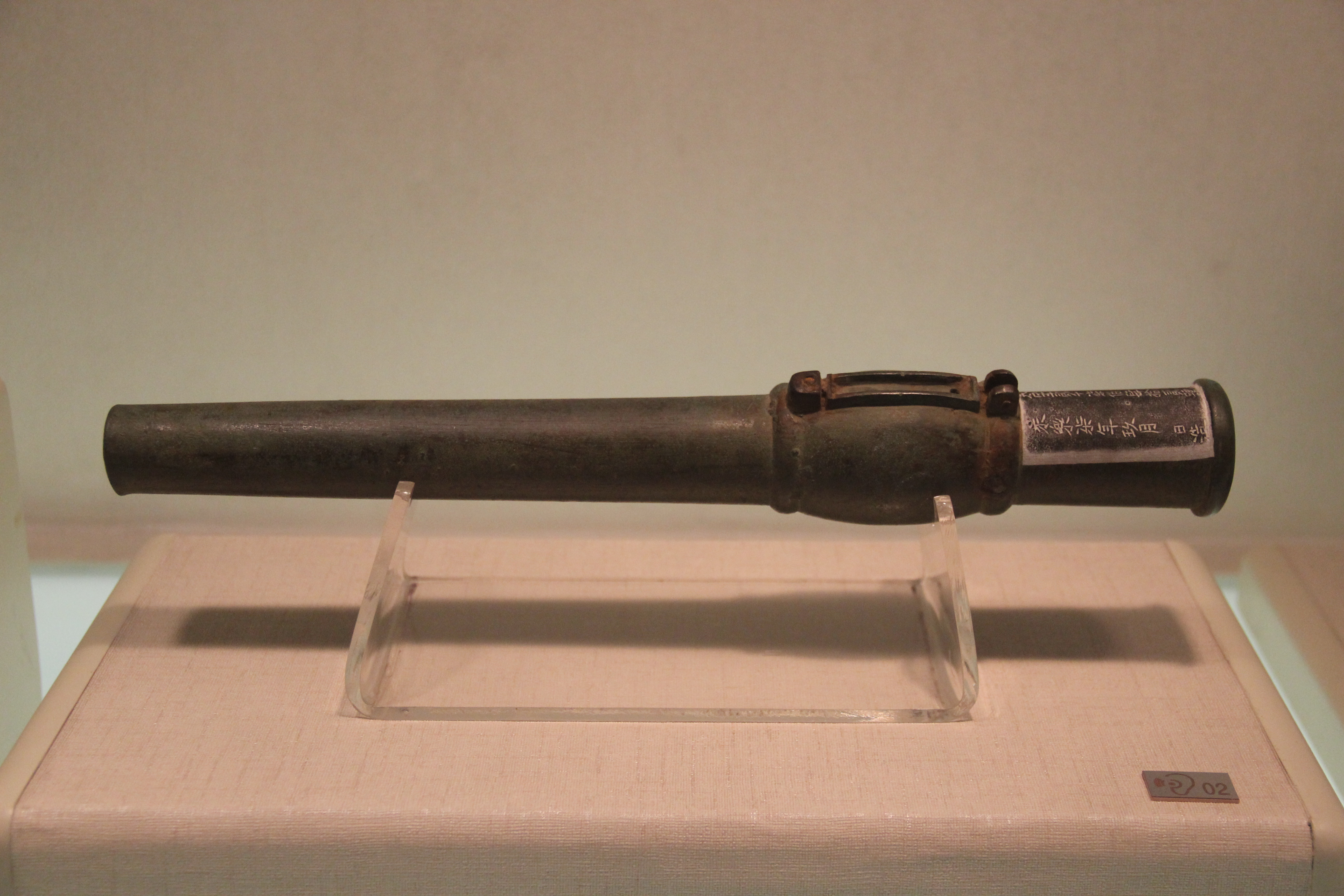
Galería Manchu, Museo de Liaoning, Shenyang.

El cañón de mano consiste en un cañón, un asa y a veces un entalle para insertar una culata de madera. Los ejemplares existentes muestran que algunos cañones de mano también tenían una extensión de metal como un asa.
El cañón de mano podría sostenerse con dos manos, pero frecuentemente se muestra a otra persona ayudando con la ignición con brasas (madera o carbón), varillas de hierro al rojo vivo, o mechas lentas. El cañón de mano podía apoyarse en una horquilla y sujetarse con una mano, mientras que el tirador aplicaba el medio de ignición al oído.
Se sabe que los proyectiles empleados por los cañones de mano incluían piedras, guijarros y flechas. Finalmente se prefirió emplear proyectiles esféricos de piedra, que a su vez fueron reemplazados por esferas de hierro entre fines del siglo XIV e inicios del siglo XV.
Los posteriores cañones de mano incluían una cazoleta unida al cañón y un oído perforado en un lado en lugar de encima de este. La cazoleta tenía una cubierta de cuero y más tarde, una cubierta de metal con bisagra, para mantener la pólvora fina seca hasta el momento de disparar y prevenir disparos prematuros. Estas características fueron conservadas en las siguientes armas de fuego.
La invención a mediados del siglo XV en Europa de la pólvora de grano regular, la mecha lenta y la llave de mecha condujeron al desarrollo de las primeras armas de mecha, que podían apuntarse y dispararse con mayor precisión que el cañón de mano.

## Galería

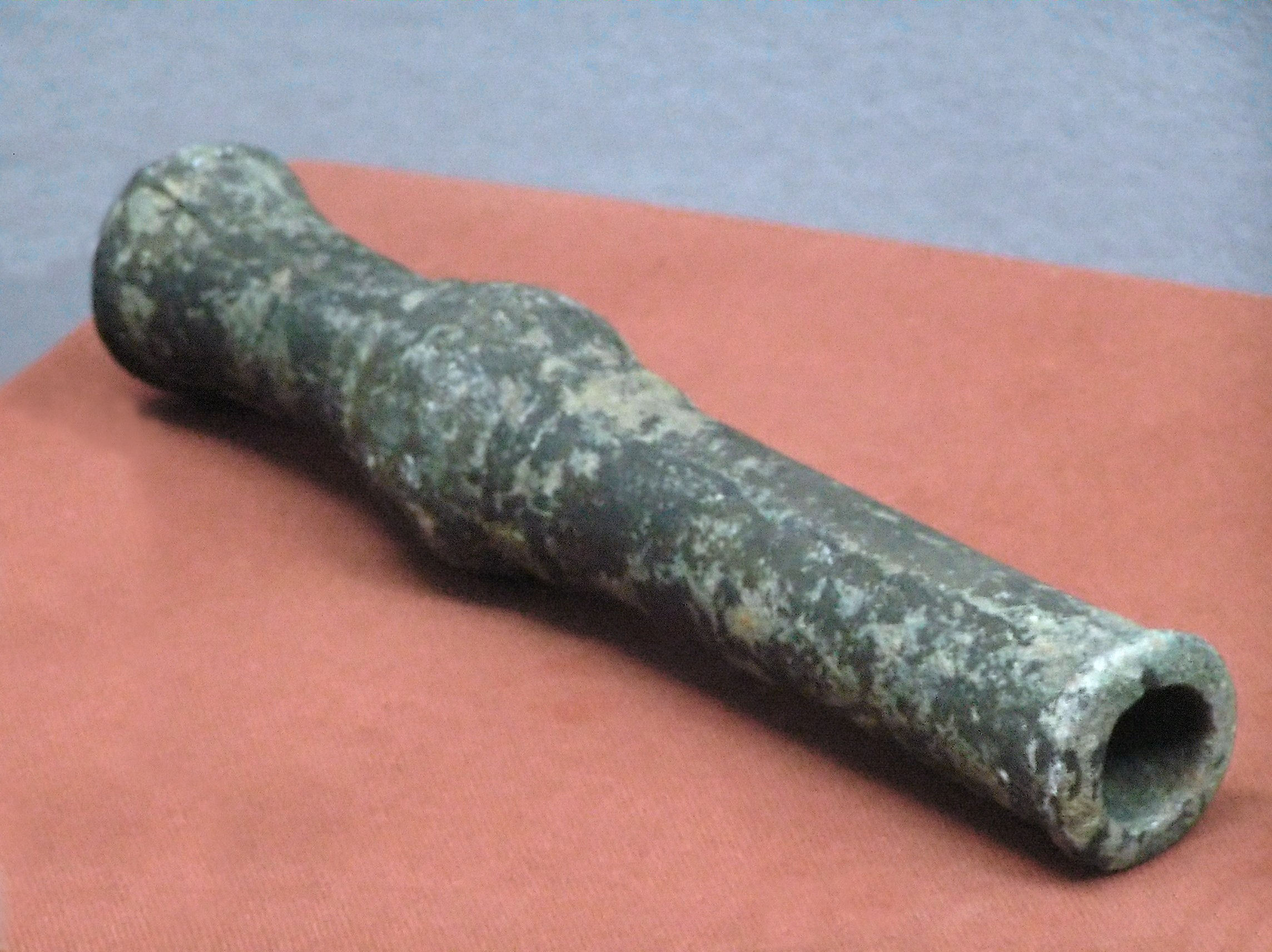
Cañón de mano de la Dinastía Yuan (1271-1368).
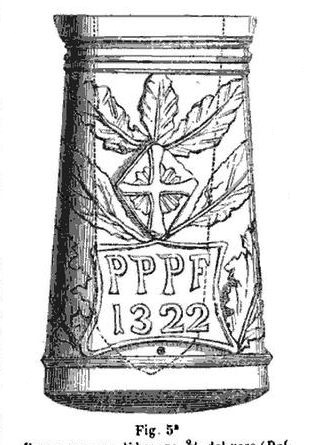
El cañón de Mantua (1322), hoy perdido.
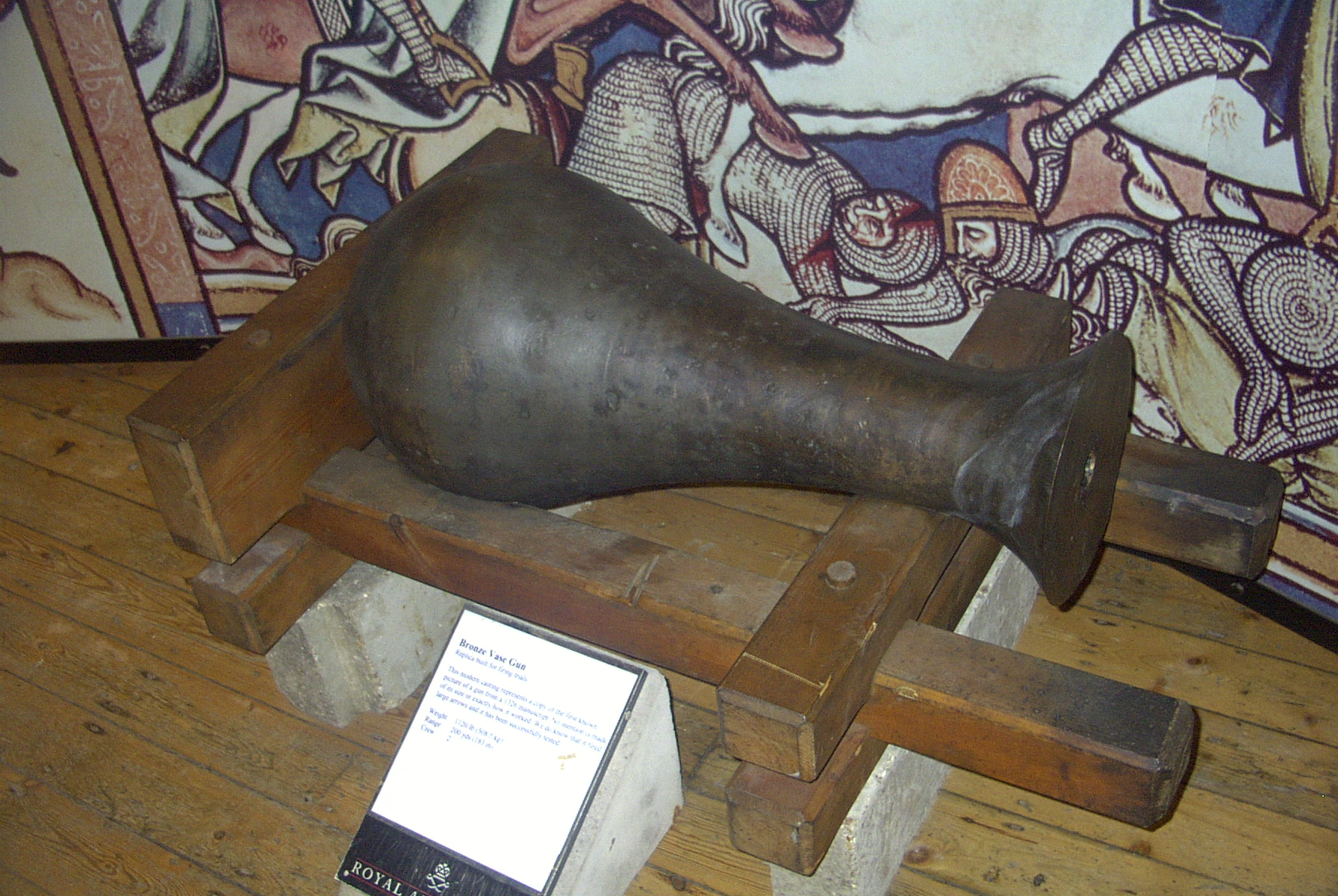
Réplica de un cañón que dispara flechas, tomando como modelo la ilustración de un manuscrito de 1326.
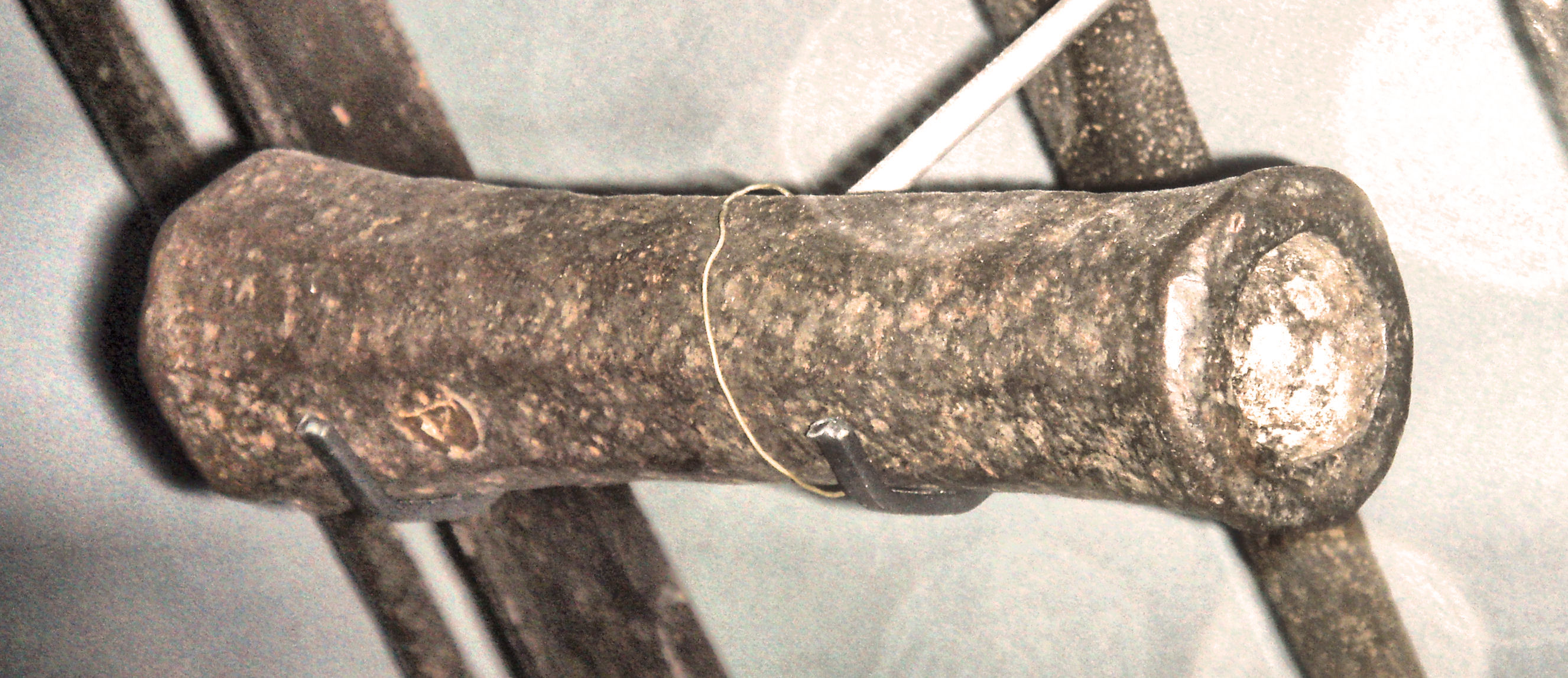
Cañón de mano de Europa Occidental, 1380. Con una longitud de 18 cm y un peso de 1,04 kg, iba fijado a una pértiga de madera para facilitar su manipulación. Musée de l'Armée.
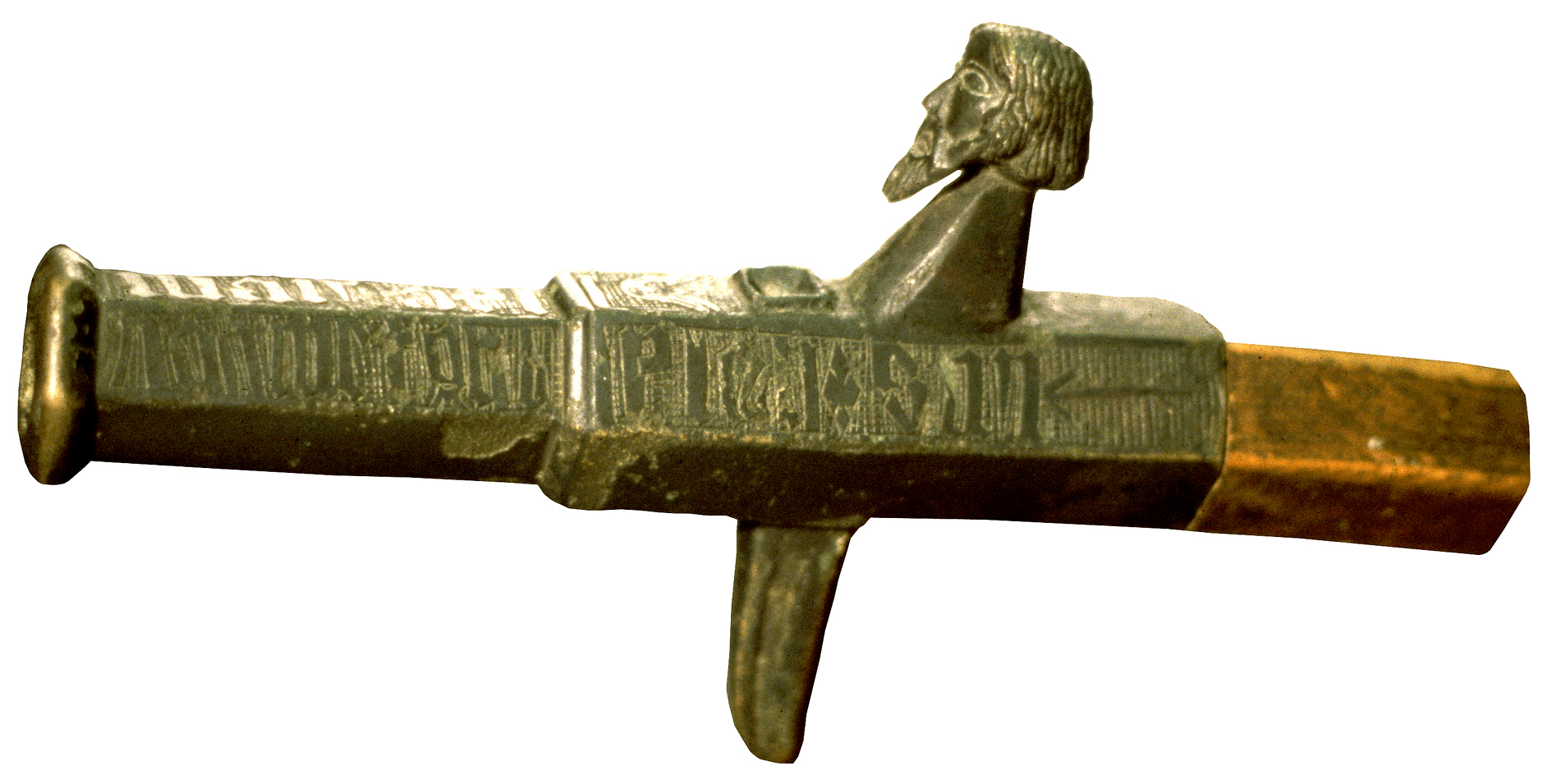
El cañón de mano de Mörkö es otra primigenia arma de fuego sueca. Fue descubierto en 1828 en el mar Báltico por un pescador en la costa de Södermansland, cerca de Nynäs. Ha sido fechado alrededor de 1390.
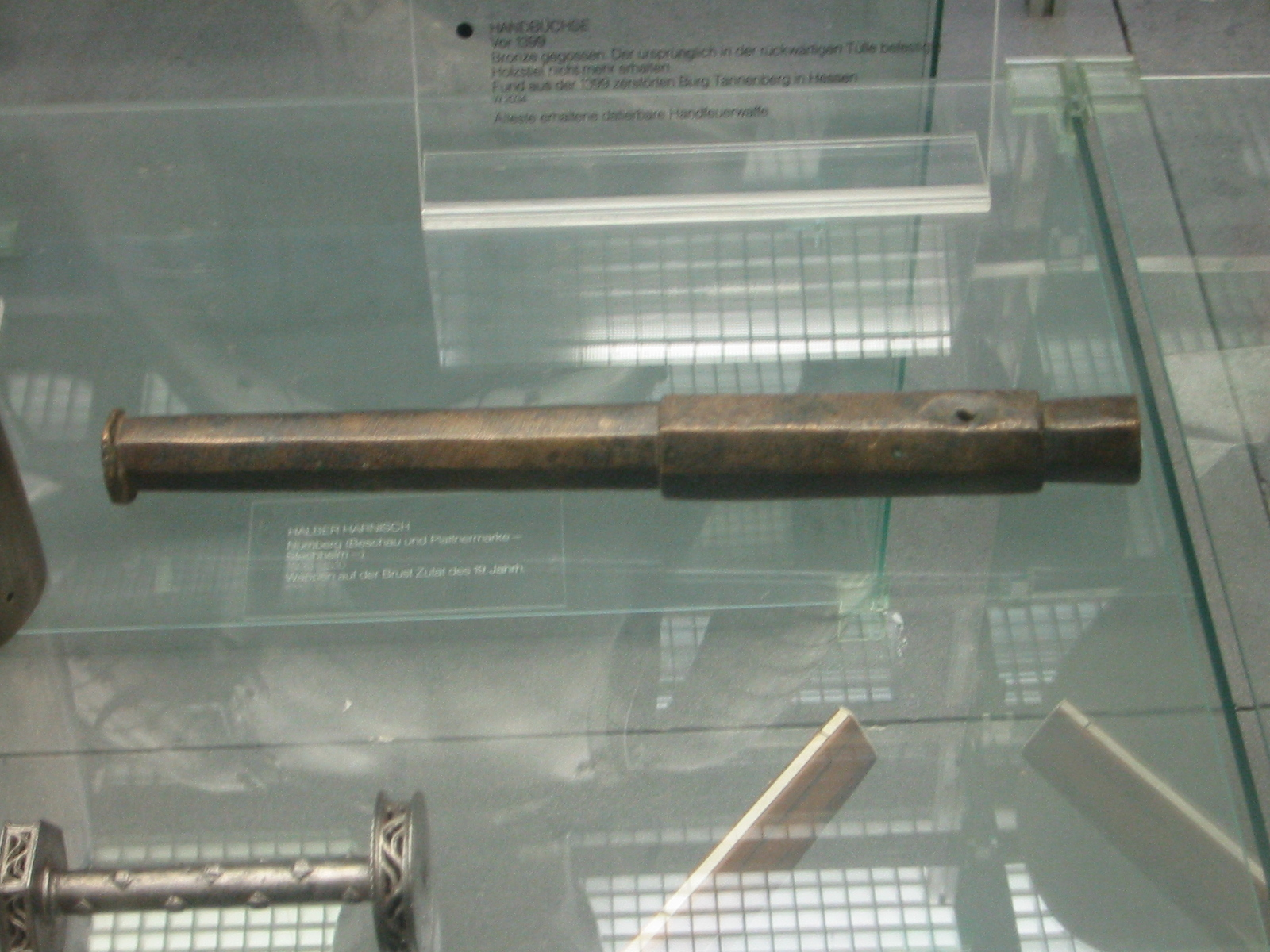
El cañón de mano de Tannenberg está hecho de bronce. Tiene un calibre de 15-16 mm. Fue hallado en el pozo del castillo de Tannenberg, que fue destruido en 1399. Es el arma de fuego más antigua de Alemania.
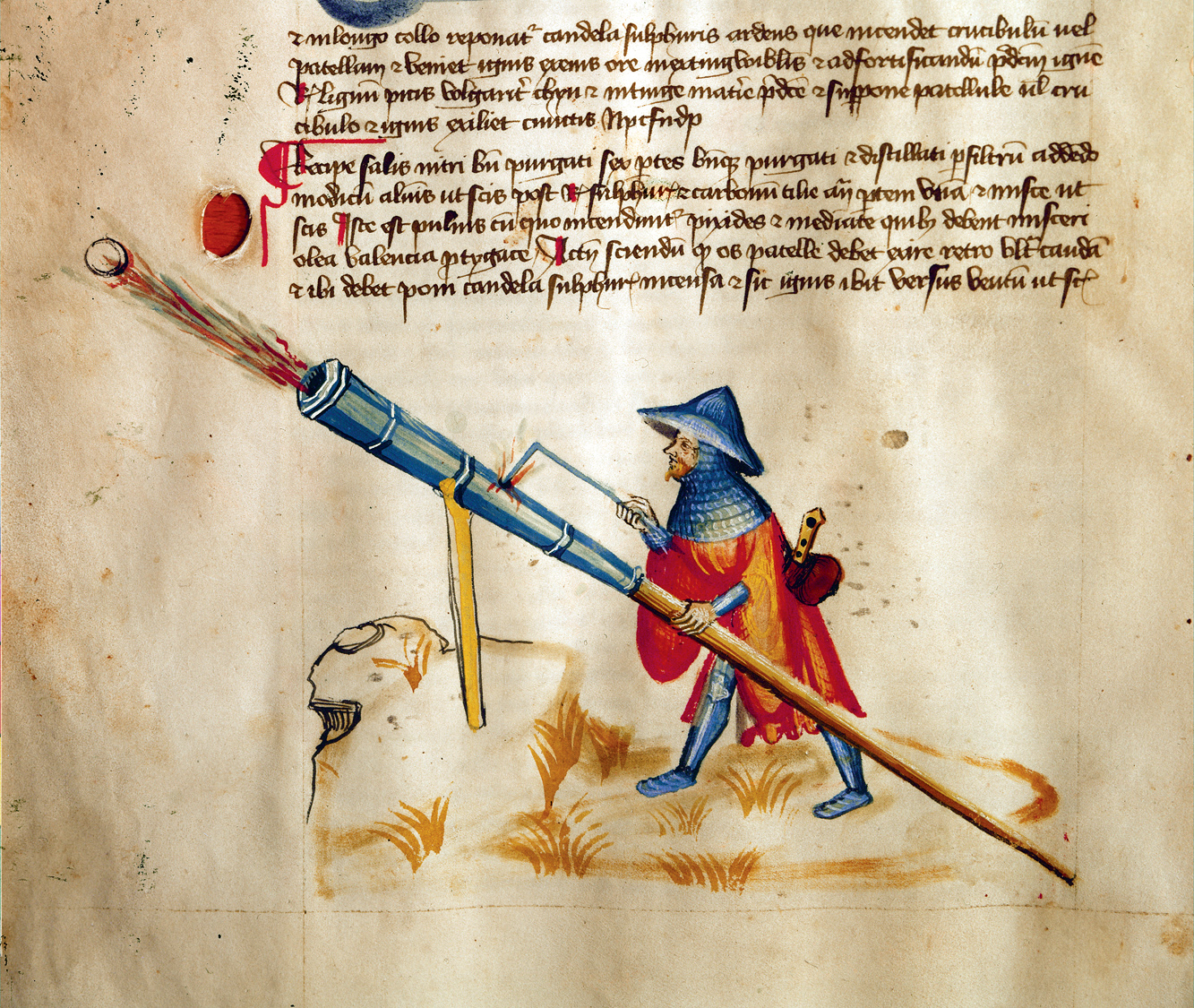
Cañón de mano siendo disparado desde una horquilla, manuscrito Bellifortis de Konrad Kyeser, 1400.
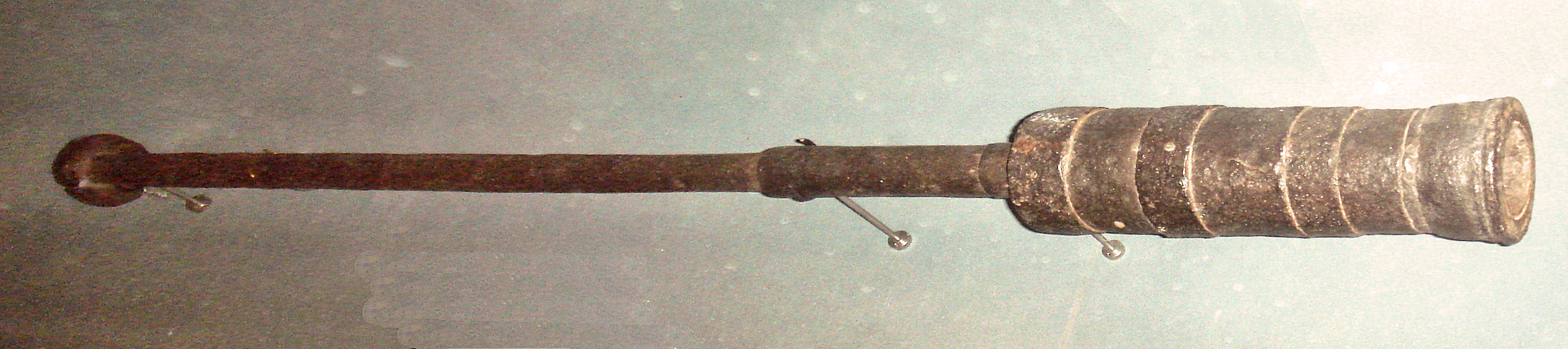
«Bombarda de mano», Francia, 1390-1400.
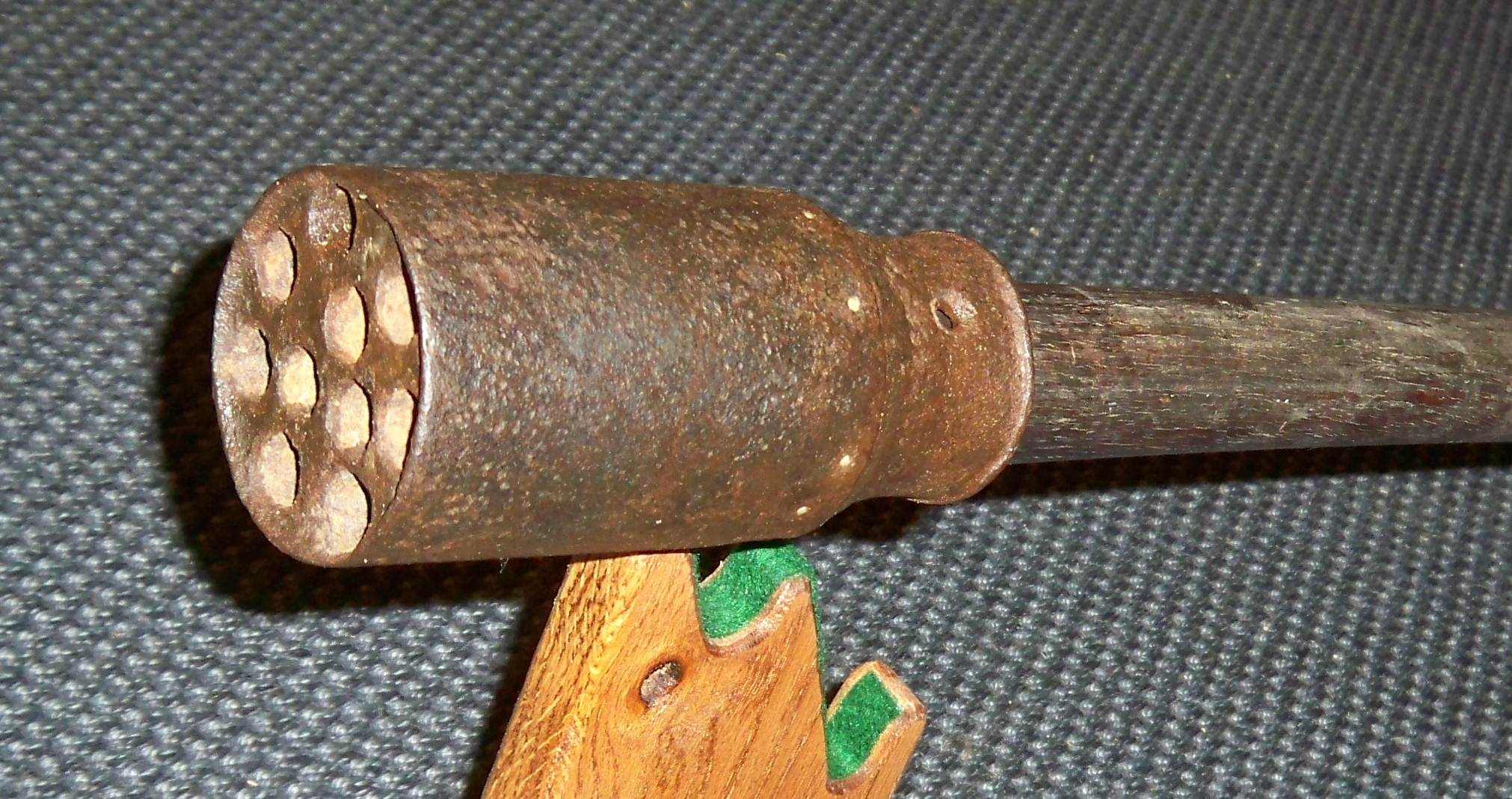
Cañón de mano de 10 tiros, de edad y origen desconocidos.
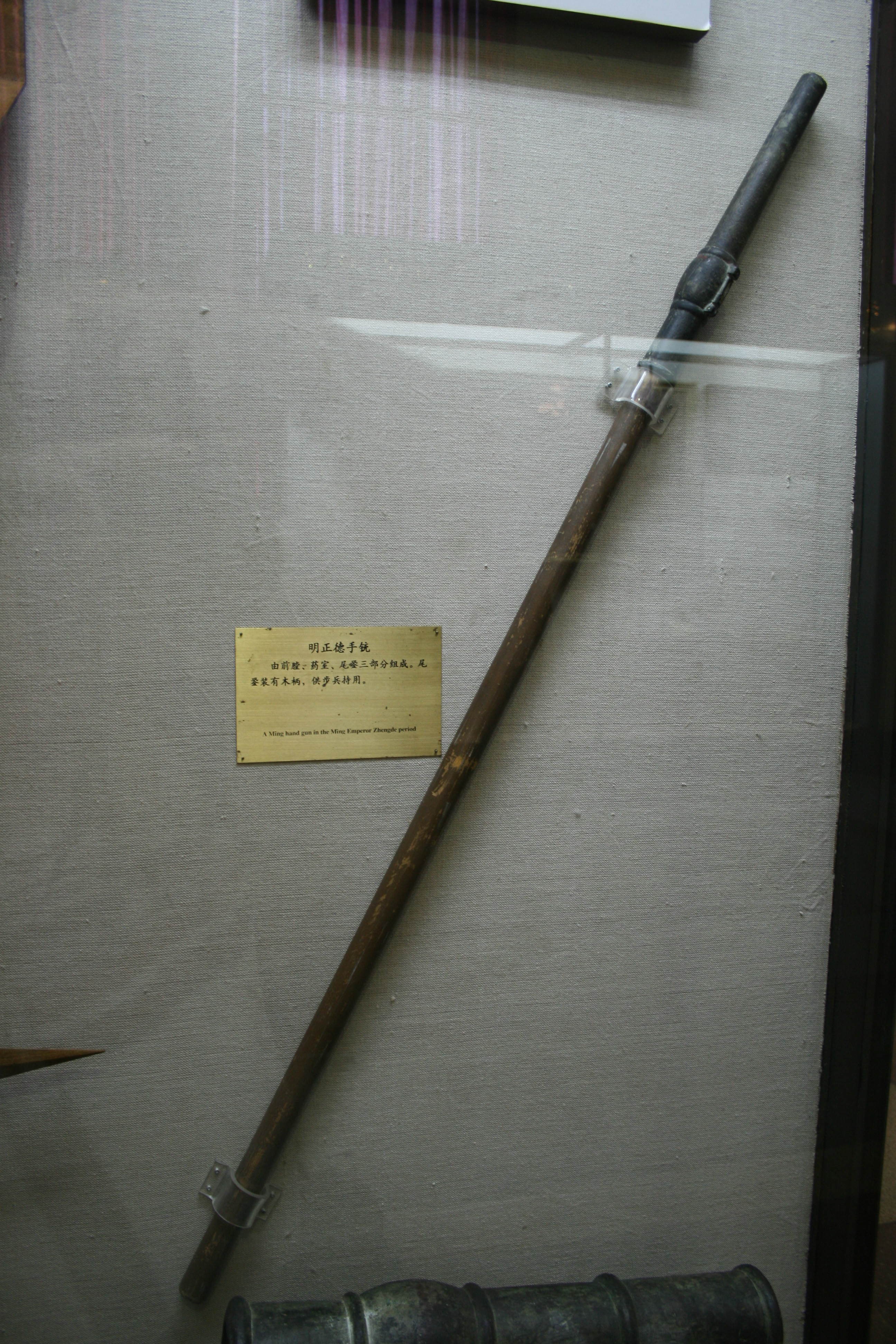
Cañón de mano Ming con su asta, 1505.